# Bezoek aan Picasso
Bezoek aan Picasso (in het Engels: Visit to Picasso) is een Belgische documentaire uit 1950, geregisseerd door Paul Haesaerts. 

## De film
In deze 21 minuten durende korte film gaat Haesaerts langs bij de Spaanse schilder Pablo Picasso in zijn studio in Vallauris. Picasso schildert op grote glasplaten, terwijl Haesaerts' camera vanuit de andere kant zijn creatieve proces vastlegt. Hiermee toonde de maker zich een voorloper van de beroemdere kunstfilm Le Mystère Picasso (1956) door by Henri-Georges Clouzot, waarin Picasso ook op grote glazen platen schildert terwijl de regisseur vanuit de andere kant filmt.
In 1951 werd Bezoek aan Picasso genomineerd voor een BAFTA in de categorie "Beste Documentaire" door de British Academy of Film and Television Arts.